# Paffard Keatinge-Clay

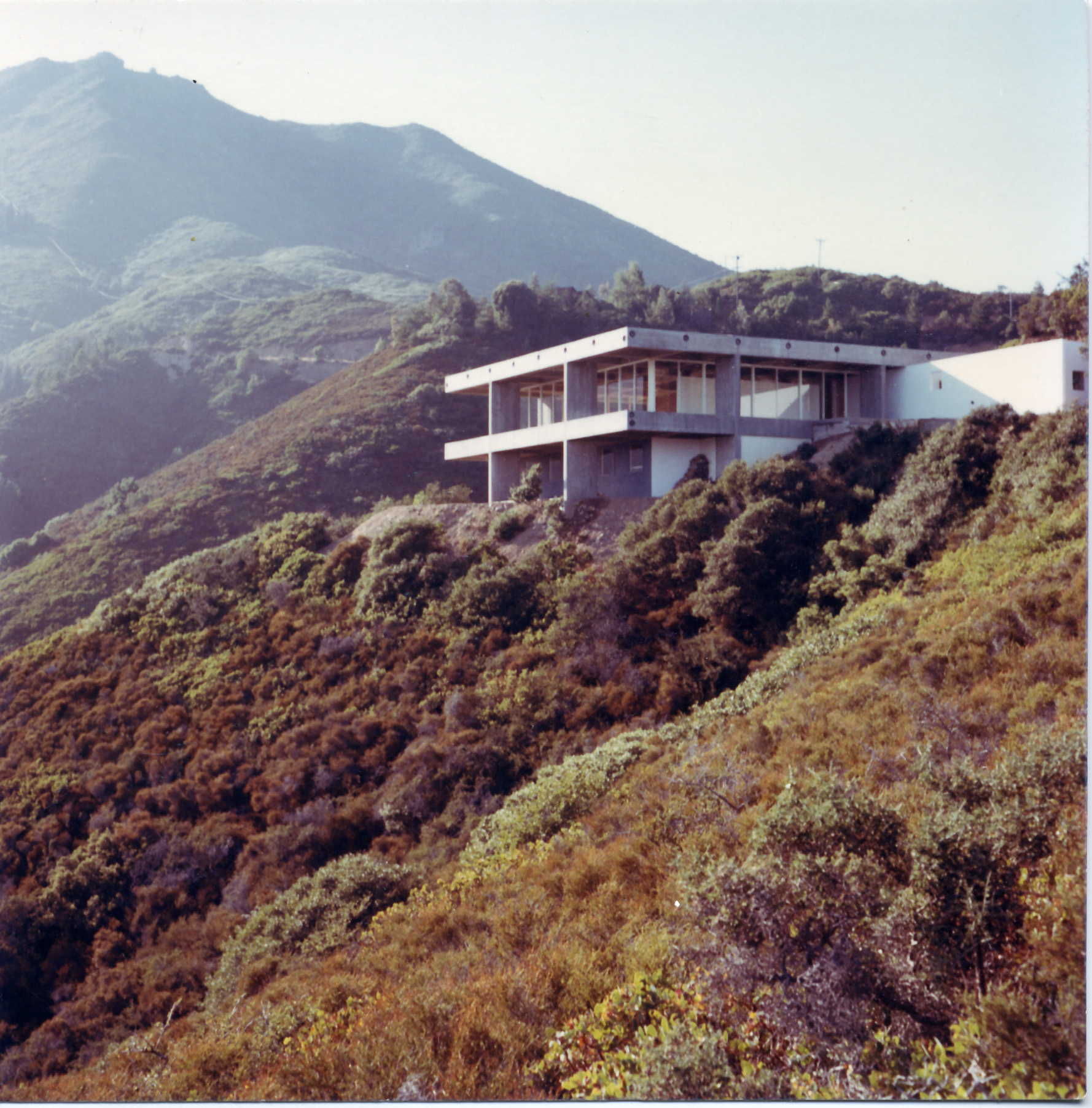
Pabellón Tamalpais, una de las construcciones de Keatinge-Clay en California, habitada desde 1977 por el músico de rock Sammy Hagar.

Paffard Keatinge-Clay (5 de febrero de 1926-17 de marzo de 2023) fue un arquitecto británico de tradición modernista que pasó toda su carrera profesional en los Estados Unidos de América, antes de trasladarse a España, donde se enfocó principalmente en la escultura.

## Vida
Fue practicante de arquitectura en la ciudad de San Francisco de 1960 a 1975, lugar donde dejó un legado especialmente en el área de la bahía. Dichas edificaciones y proyectos son indicadores de una carrera marcada en igual proporción por la síntesis y la ambición y es caracterizada por una serie de aprendizajes con grandes figuras de la arquitectura activas entre finales de los años 1940 y los 1960: Le Corbusier, Frank Lloyd Wright y Skidmore, Owings & Merrill. También compartió proyectos con diseñadores notables como Myron Goldsmith, Mies van der Rohe, Siegfried Giedion, Richard Neutra, Charles y Ray Eames, Ernő Goldfinger y Raphael Soriano. El Pabellón Tamalpais, una de sus construcciones cerca a Corte Madera, California, ha sido habitada desde 1977 por el músico de rock Sammy Hagar. Keatinge-Clay ha vivido por muchos años cerca de Mijas, en España, donde se desempeña como escultor.